# 瑞士邮政
瑞士邮政（法語：La Poste Suisse）是瑞士的邮政部门，由瑞士联邦所拥有。它是瑞士國内第二大雇主，員工人數約有5.4萬人，總部位于伯爾尼。